# Tellingstedt
Tellingstedt er en by og kommune i det nordlige Tyskland, beliggende i Amt Kirchspielslandgemeinden Eider i den nordlige del af Kreis Dithmarschen. Kreis Dithmarschen ligger i den sydvestlige del af delstaten Slesvig-Holsten.

## Geografi
Tellingstedt er beliggende i den nordlige ende af Heide-Itzehoer Geest i den nordøstlige ende af kreisen. Ud over Tellingstedt, ligger i kommunen landsbyerne Rederstall, Weide Tellingstedt og Weide Oesterborstel.